# Клит узкозадый
Клит узкозадый (лат. Xylotrechus antilope) — вид жуков-усачей из подсемейства настоящих усачей.

## Описание
Xylotrechus antelope относится к панъевропейской группе видов, входящих в европейский зоогеографический комплекс. Ареал охватывает Европу, Кавказ, Закавказье, Малую Азию, Северный Иран, Ближний Восток. В Карпатском регионе Украины встречается преимущественно в предгорных районах, вид является обычным для Закарпатской области.
Встречается в зоне предгорных дубовых лесов. Как и большинство видов рода Xylotrechus, встречается на срубах и валежнике, в кучах дров и на пилорамах т.д., цветки не посещает. Лёт длится в течение мая-августа. Личинка развивается в различных видах дуба.
Жук длиной 7—15 мм. Диск переднеспинки в очень грубой и морщинистой скульптуре. Переднеспинки со слабыми, обрамляющими жёлтыми волосяными пятнами. Окраска тела чёрного, иногда бурого цвета. Надкрылья с жёлтым волосяным узором, в общем похож на такие же у Xylotrechus capricornis.
У личинки с каждой стороны головы по 1 ячейке. Гипостом с поперечными бороздками. Верхняя губа поперечная. Мандибулы с неглубокой поперечной бороздой. Основная часть пронотума, тергиты и стерниты средне- и заднегруди, а также сегменты брюшка покрыты микроскопическими шипиками. Ноги рудиментарные в виде маленького нечленистого бугорка. Мозоли брюшка с четырьмя продольными бороздками. Дыхальца крупные, овальные.
Генерация — двухлетняя.